# Hầu Thiến
Hầu Thiến hay Hầu Chấn (chữ Hán: 侯瑱, 510 – 561), tự là Bá Ngọc, người Sung Quốc, Ba Tây , là tướng nhà Trần thời Nam Bắc triều trong lịch sử Trung Quốc.

## Xuất thân
Cha của Hầu Thiến là Hầu Hoằng Viễn, đời đời làm tù hào ở Tây Thục. Giặc đất Thục là Trương Văn Ngạc chiếm cứ Bạch Nhai sơn, có hơn vạn người. Ích Châu thứ sử nhà Lương là Bà Dương Vương Tiêu Phạm lệnh cho Hoằng Viễn đánh dẹp. Hoằng Viễn chết trận, Thiến cố xin báo thù, mỗi lần ra đánh đều tiên phong hãm trận, chém được Văn Ngạc, do vậy mà nổi danh.
Người Di Liêu trong hang núi không qui phục, Tiêu Phạm phái Hầu Thiến đi chinh phạt. Nhờ công trạng nên Thiến được phong làm Khinh xa phủ trung binh tham quân, Tấn Khang thái thú. Phạm làm Ung Châu thứ sử, Thiến được phong làm Siêu Vũ tướng quân, Phùng Dực thái thú. Phạm chuyển đến giữ Hợp Phì, Thiến cũng đi theo ông ta.

## Trong loạn Hầu Cảnh
Hầu Cảnh vây đài thành, Phạm bèn sai Thiến giúp con trai mình là Tự, cứu viện kinh thành. Khi kinh thành bị phá, Thiến cùng Tự lui về Hợp Phì, tiếp tục theo Phạm dời đến giữ Bồn Thành.
Chẳng bao lâu Phạm rồi Tự đều mất, Thiến lĩnh binh sĩ của họ, đến nương nhờ Dự Chương thái thú Trang Thiết. Thiết nghi ngờ, Thiến sợ hãi không yên, lừa Thiết đến thương lượng công việc, nhân đó giết chết ông ta, chiếm lấy khu vực Dự Chương.
Tướng của Hầu Cảnh là Vu Khánh đánh đến Dự Chương, thành ấp đều bị hạ, Thiến hết cách, bèn hàng Vu Khánh. Khánh đưa Hầu Thiến đến chỗ Hầu Cảnh. Cảnh lấy việc Thiến với mình cùng họ, nói thác ra là cùng tông tộc, đãi ông rất hậu, giữ vợ con cùng em trai ông ở lại làm tin. Hầu Cảnh sai Thiến theo Khánh đi bình định các quận Lê Nam.
Vào lúc Hầu Cảnh thua trận Ba Lăng, tướng của Cảnh là Tống Tử Tiên, Nhiệm Ước bị bắt, Thiến bèn giết đồng đảng của Cảnh, hưởng ứng quân nhà Lương, Cảnh cũng giết sạch em trai và vợ con của ông. Lương Nguyên Đế phong Hầu Thiến làm Vũ Thần tướng quân, Nam Duyện Châu thứ sử, Bì Huyện hầu, thực ấp 1000 hộ.
Hầu Thiến theo Vương Tăng Biện thảo phạt Hầu Cảnh, luôn làm tiền phong, mỗi lần giao chiến đều thắng được giặc. Quân Lương lấy lại đài thành, Hầu Cảnh chạy đến Ngô Quận, Tăng Biện sai Thiến đưa quân đuổi theo, giao chiến với Cảnh ở sông Ngô Tùng, đánh cho Cảnh đại bại, bắt được rất nhiều binh khí của ông ta. Quân Lương tiến đến Tiền Đường, tướng của Cảnh là Tạ Đáp Nhân, Lữ Tử Vinh đều hàng. Hầu Thiến nhờ công được phong làm Nam Dự Châu thứ sử, trấn giữ Cô Thục.

## Phục vụ Vương Tăng Biện
Năm Thừa Thánh thứ 2 đời Lương Nguyên Đế (năm 553), Bắc Tề sai Quách Nguyên Kiến từ Nhu Tu đánh ra, Vương Tăng Biện sai Hầu Thiến lĩnh 3000 giáp sĩ, đắp lũy ở Đông Quan chống giặc, đánh cho Nguyên Kiến đại bại. Ông được phong làm Sứ trì tiết, Trấn Bắc tướng quân, ban cho một bộ nhạc Cổ Xuy, tăng thực ấp lên 2000 hộ. Tây Ngụy đến cướp Kinh Châu, Tăng Biện sai Thiến làm tiền quân, đi tăng viện, chưa đến nơi thì Kinh Châu đã mất. Thiến đi qua Cửu Giang, nhân đó mà bảo vệ Tấn An vương Tiêu Phương Trí trở về đô thành. Tiêu Phương Trí thừa chế phong Thiến làm Thị trung, Sứ trì tiết, Đô đốc việc quân 4 châu Giang, Tấn, Ngô, Tề, Giang Châu thứ sử, đổi làm Khang Lạc huyện công, thực ấp 5000 hộ, tiến hiệu Xa kị tướng quân.
Năm Thiệu Thái thứ 1 (năm 555), Tư đồ Lục Pháp Hòa chiếm cứ Dĩnh Châu, đón quân Bắc Tề vào cướp, triều đình bèn sai Thiến đưa quân thảo phạt, chưa đến nơi, Pháp Hòa đã đưa bộ hạ vượt sông chạy sang Bắc Tề. Tề sai Mộ Dung Thị Đức trấn thủ ở Hạ Thú, Hầu Thiến đưa quân quay lại, hai đường thủy lục đồng thời tấn công, Thị Đức hết lương, xin hòa, Thiến đưa quân về giữ Dự Chương.
Vương Tăng Biện phái em trai là Vương Tăng Bội (chữ Hán: 王僧倍, có sách chép là 王僧愔, Vương Tăng Âm) lĩnh binh cùng Hầu Thiến thảo phạt Tiêu Bột. Đến khi Trần Bá Tiên giết chết Vương Tăng Biện, Tăng Bội ngầm mưu hại Hầu Thiến, thôn tính bộ hạ của ông. Hầu Thiến biết được, bắt hết đồng đảng của Tăng Bội. Tăng Bội trốn sang Bắc Tề.

## Đầu hàng Trần Bá Tiên
Năm Thiệu Thái thứ 2 (năm 556), Hầu Thiến được gia hàm Khai phủ Nghi đồng tam tư, những phong thưởng khác vẫn như cũ. Lúc này, Hầu Thiến nắm giữ khu vực trung lưu Trường Giang, binh thế rất đỗi cường thịnh, đâm ra lo ngại việc mình từng phục vụ cho Vương Tăng Biện, tuy vẫn giữ những lễ tiết của một thần tử đối với triều đình, nhưng không hề có ý định vào triều.
Trước đó, Dư Hiếu Khoảnh đảm nhiệm chức Dự Chương thái thú. Vào lúc Hầu Thiến đến nhận nhiệm vụ trấn thủ Dự Chương, Dư Hiếu Khoảnh ở phía ngoài huyện Tân Hạo cho đắp thành dựng lũy, chống lại Hầu Thiến. Ông giữ vợ con của tướng sĩ lưu lại Dự Chương, phái em họ là Hầu Bồ chủ trì sự vụ hậu phương, toàn quân xuất phát hết sức tiến đánh Dư Hiếu Khoảnh. Từ mùa hạ đến mùa đông, đều không thể đánh hạ nổi, ông cho thu lấy toàn bộ ruộng nương lúa má ở ngoài thành.
Hầu Bồ cùng bộ hạ là Hầu Phương Nhân bất hòa, Hầu Phương Nhân nổi giận, đưa bộ hạ của mình đi đánh Hầu Bồ, đánh cướp được ca nữ thê thiếp và vàng bạc châu báu trong soái phủ của Hầu Thiến, rồi về hàng Trần Bá Tiên. Hầu Thiến kinh sợ rời khỏi bản doanh, toàn quân cũng tan rã. Chỉ còn một mình không có ai làm tùy tòng, Hầu Thiến chạy về Dự Chương, người Dự Chương không cho vào thành, ông đành chạy đến Bồn Thành, nương nhờ tướng giữ thành Tiêu Tăng Độ.
Tiêu Tăng Độ khuyên Hầu Thiến đầu hàng Bắc Tề, nhưng Hầu Thiến cho rằng Trần Bá Tiên có độ lượng rộng rãi, nhất định có thể khoan dung cho mình, nên quay về triều đình xin nhận tội. Trần Bá Tiên liền khôi phục tước vị cho ông.

## Làm tướng nhà Trần

### Đánh bại Vương Lâm
Năm Vĩnh Định thứ nhất nhà Trần (năm 557), Trần Vũ Đế phong Hầu Thiến làm thị trung, xa kỵ tướng quân. Năm sau, ông được thăng nhiệm làm Tư không.
Vương Lâm đến Độn Khẩu. Chu Văn Dục, Hầu An Đô thua trận bị bắt ở trong quân Vương Lâm. Vì thế Trần Vũ Đế phong Hầu Thiến làm Đô đốc tây thảo chư quân sự. Hầu Thiến đến được Lương Sơn, Trần Văn Đế lên ngôi, thăng nhiệm cho ông làm thái úy, tăng thực ấp thêm 1000 hộ.
Vương Lâm đã đến Sách Khẩu, Văn Đế lại phong Hầu Thiến làm đô đốc, bọn Hầu An Đô đều chịu sự chỉ huy của ông. Hầu Thiến và Vương Lâm giao chiến hơn 100 ngày, chưa phân thắng phụ. Tháng 2, năm Thiên Gia thứ nhất (năm 560), sông ngòi ở Đông Quan vào mùa xuân dâng cao, thuyền hạm có thể đi được, Vương Lâm soái lĩnh đại quân thuận dòng mà tiến, thanh thế vô cùng to lớn. Hầu Thiến soái lĩnh quân đội đến ở cù lao Hổ Hạm (chữ Hán: 虎槛洲, Hổ Hạm Châu). Vương Lâm ở bờ tây sắp thuyền bày trận, đôi bên cách cù lao mà đỗ thuyền lại.
Ngày giao chiến thứ hai, quân đội của Vương Lâm hơi lui về phía sau, giữ lấy bờ tây. Đến chiều, gió đông bắc nổi lớn, làm cho thuyền hạm của Vương Lâm nghiêng ngả, thuyền hạm đều gặp hư hại, một số bị đắm nơi cát bùn, chết đuối đến hàng trăm người. Vì sóng gió quá lớn, thuyền hạm của Vương Lâm không có cách nào quay lại cửa sông. Vào lúc nửa đêm có sao băng sa vào doanh trại của Vương Lâm.
Đến khi trời sáng sóng yên gió lặng, Vương Lâm mới trở về cửa sông để sửa sang thuyền hạm, dùng thuyền chở đầy các thứ cỏ lau lấp kín cửa sông, lại còn ở ven bờ chôn cọc cắm chông, không dám tái chiến. Khi ấy Tây Ngụy phái đại tướng quân Sử Ninh đến thượng lưu, uy hiếp phía sau của Vương Lâm, Hầu Thiến nghe tin, biết rằng Vương Lâm không thể ở lâu, bèn đưa quân về cửa hồ, chờ ông ta mỏi mệt.
Sử Ninh đến, vây Dĩnh Châu, bộ hạ của Vương Lâm sợ hãi rối loạn, ông ta phải đưa đội thuyền lùi lại, đến một địa phương cách Vu Hồ chừng 10 dặm neo lại, ban đêm dùng tiếng mõ để tuần canh. Hôm sau, người Tề phái hàng vạn sĩ tốt đến giúp Vương Lâm. Ông ta soái lĩnh bộ hạ chạy về hướng Lương Sơn, ý đồ vượt qua quân Trần đến được một chỗ hiểm yếu mà đóng quân lại. Nghi đồng Lưu Bá Cầu của Bắc Tề đưa hơn 1 vạn người giúp Vương Lâm tiến hành thủy chiến, con trai của Hành đài Mộ Dung Thị Đức là Mộ Dung Tử Hội soái lĩnh 2000 thiết kỵ đóng quân ở phía nam Bắc Vọng Sơn, bờ tây Vu Hồ, làm cho thanh thế của Vương Lâm thêm lớn mạnh.
Hầu Thiến vào lúc mờ sáng đã lệnh cho toàn quân ăn no, sẵn sàng chiến đấu. Vào lúc đôi bên khai chiến, có gió đông nam thổi nhẹ, các cánh thủy quân của Hầu Thiến bèn dùng máy bắn đá ném lửa đốt thuyền địch. Định Châu thứ sử Chương Chiêu Đạt cưỡi Bình Lỗ đại hạm, tiến ra giữ sông, bật máy ném lửa ngay giữ thuyền hạm của địch, còn các chiến thuyền Mạo Đột, Thanh Long đều xông lên giết địch. Họ dùng da trâu bọc lấy thân các thuyền nhỏ làm mông xung, xô vào thuyền địch, lại còn đem sắt nung chảy vãi lên thuyền địch.
Toàn quân của Vương Lâm đại bại. Bộ binh của ông ta phòng thủ ở bờ tây giẫm đạp lên nhau mà chạy, kỵ binh bị vướng những bụi cỏ lau, bỏ ngựa chạy thoát chỉ được hai, ba phần mười. Quân Trần lấy được toàn bộ thuyền hạm khí giới của địch, bắt sống tướng Tề là Lưu Bá Cầu, Mộ Dung Tử Hội, ngoài ra còn chém chết hơn vạn quân địch. Vương Lâm và đồng đảng là bọn Phan Thuần Đà chỉ cưỡi một chiếc thuyền nhỏ xông ra khỏi trận, trốn về Bồn Thành. Ông ta vẫn muốn thu thập tàn binh bại tướng, nhưng không ai chịu theo, đành đưa vợ con và bộ hạ hơn mười người vào biên giới nước Tề.

### Chống quân Bắc Chu
Năm ấy, Trần Văn Đế hạ chiếu thư phong Hầu Thiến làm đô đốc việc quân 5 châu Tương, Ba, Dĩnh, Giang, Hạo, trấn thủ Bồn Thành. Khi tướng nhà Bắc Chu là Hạ Nhược Đôn, Độc Cô Thịnh xâm phạm Ba, Tương, triều đình phong Hầu Thiến làm Tây thảo đô đốc, cùng Độc Cô Thịnh tại Tây Giang Khẩu đại chiến, đánh bại Độc Cô Thịnh, bắt được người ngựa khí giới, không sao đếm xuể.
Hầu Thiến nhờ chiến công nên được phong làm Sứ trì tiết, đô đốc việc quân 6 châu Tương, Quế, Dĩnh, Ba, Vũ, Nguyên, Tương Châu thứ sử, cải phong làm Linh Lăng Quận Công, thực ấp 7000 hộ, còn những phong thưởng khác vẫn như cũ.

## Qua đời
Năm sau, Hầu Thiến vì bệnh nên dâng biểu xin về triều. Tháng 3, ông mất trên đường về triều, hưởng thọ 52 tuổi. Ông được truy tặng làm thị trung, phiếu kị đại tướng quân, đại tư mã, tặng thêm Vũ Bảo, Cổ Xuy, ban cho 20 vệ sĩ, thưởng cho gỗ quan tài của hoàng gia, thụy là Tráng Túc. Tháng 9 năm ấy, Hầu Thiến được đưa vào thờ cúng trong miếu của Trần Vũ Đế.
Con trai của Hầu Thiến là Hầu Tịnh Tàng được thừa kế tước vị của ông. Hầu Tịnh Tàng lấy con gái thứ hai của Văn Đế là Phú Dương công chúa, nhờ vậy nên được phong làm Viên ngoại tán kị thị lang. Năm Thái Kiến thứ 3 (năm 571), Hầu Tịnh Tàng qua đời, được truy tặng làm Tư đồ chủ bộ. Tịnh Tàng không có con, em trai là Hầu Tựu kế thừa tước phong.